# Wiktorów (Skrzynka)
Wiktorów – część wsi Skrzynka w Polsce, położona w województwie małopolskim, w powiecie dąbrowskim, w gminie Szczucin.
W latach 1975–1998 Wiktorów należał administracyjnie do województwa tarnowskiego.